# Tomaskristna
Tomaskristna är de kristna i Sydindien (särskilt i delstaten Kerala), som har kyrkliga traditioner från tiden före den portugisiska kolonisationen. Det finns ett par hundra Tomaskristna med olika samfundstillhörigheter i Sverige. 
De tomaskristna anser att kristendomen fördes till Sydindien av aposteln Tomas. Från början stod de tomaskristna stiften i kyrkogemenskap med Österns apostoliska och katolska assyriska kyrka men tvingades av portugiserna att ansluta sig till den romersk-katolska kyrkan 1599, och bildade så den Syro-malabariska kyrkan. 
En stor grupp lämnade 1665 denna kyrka och anslöt sig i stället till den syrisk-ortodoxa kyrkan. En splittring av denna syrisk-ortodoxa gren 1771 gav upphov till två trossamfund: Malabariska oberoende syriska kyrkan i Thoziyoor och Jakobitisk-syriska kristna kyrkan. 
Några tomaskristna av den syrianska grenen återinträdde 1814 i gemenskap med den östsyriska kyrkan, och kallas ibland för Österns kaldeisk-syriska kyrka (som inte skall förväxlas med den kaldeiska kyrkan i Irak, som till skillnad från Österns kaldeisk-syriska kyrka står i gemenskap med påvestolen). 
Under anglikanskt inflytande bildade några tomaskristna av den syrisk-ortodoxa grenen 1826 den så kallade Mar Thoma-kyrkan, som förenar syrisk-ortodoxa och anglikanska drag, men den splittrades i två trossamfund 1961. 
Några av de återstående syrisk-ortodoxa tomaskristna trädde i sakramentsgemenskap med påvestolen, och grundade 1912 den Syro-malankariska kyrkan. 
I ett försök att medla mellan, och på sikt förena, de splittrade tomaskristna samfunden, grundades 1930 den Malankarisk-ortodoxa syriska kyrkan, men föreningen med den Jakobitisk-syriska kristna kyrkan förmådde endast hålla samman 1958-1971, och de båda samfunden är nu åter två separata tomaskristna trossamfund. 
Som ett resultat av dessa händelser är de tomaskristna idag starkt splittrade i olika fraktioner. 
I stor utsträckning tillämpas det indiska kastsystemet även inom den indiska traditionella kristendomen. Bamons, Bhandaris, Kolis och Prabhus är exempel på kristna kaster.
I Chennai finns den nygotiska kyrkobyggnaden Santhome Cathedral med ursprung i en kyrka som byggdes på 1500-talet på en plats som antogs vara aposteln Tomas grav.